# Melnick-Needles-Syndrom
Das Melnick-Needles-Syndrom (MNS) ist eine sehr seltene, zum Spektrum des otopalatodigitalen Syndroms gehörende angeborene Skelettdysplasie mit charakteristischen körperlichen Auffälligkeiten und Veränderungen der langen Röhrenknochen und des Schädels.
Synonyme sind: Osteodysplastie; Osteodysplastie Typ Melnick-Needles; Osteodysplasie Typ Melnick-Needles
Die Bezeichnung bezieht sich auf den Erstautor der Erstbeschreibung aus dem Jahre 1966 durch den US-amerikanischen Radiologen John Charles Melnick (* 1928) und den Kinderarzt Carl F. Needles (* 1935).

## Verbreitung
Die Häufigkeit wird mit unter 1 zu 1.000.000 angegeben, bislang wurden knapp 100 Patienten beschrieben. Die Vererbung erfolgt X-chromosomal dominant.
Männliche Foeten sterben bereits intrauterin mit Zeichen einer Embryopathie (Exophthalmus, Omphalozele, Malrotation, Skelettauffälligkeiten).

## Ursache
Der Erkrankung liegen Mutationen im FLNA-Gen am Genort  Xq28 zugrunde.

## Klinische Erscheinungen
Klinische Kriterien sind:
- Schädel & Gesichtsveränderungen wie prominente, behaarte Stirn, betonter supraorbitaler Wulst, Exophthalmus, Hypertelorismus, Mikrogenie, Zahnfehlstellungen
- oft auffälliges Gangbild, Fussfehlstellung
- gehäuft wiederholte Luftwegsinfekte, Gedeihstörung

## Diagnose
Im Röntgenbild zu findende Merkmale:
- Verzögerter Schluss der Fontanellen, große hintere Schädelgrube
- frontale Hyperostose, fehlende Stirnhöhlen, Mikrognathie, Sklerosierung der Schädelbasis
- Zeichen einer Skelettdysplasie mit kortikalen Unregelmäßigkeiten, Verbiegungen der langen Röhrenknochen und bandförmige Rippen
- Coxa valga, Beckendysplasie
- Skoliose, dysplastische Wirbelkörper

## Behandlung
Die Therapie ist symptomatisch.
Gelegentlich kann eine operative Korrektur der Skoliose oder der Kieferfehlstellung erforderlich werden.

## Heilungsaussicht
Die Prognose hängt von den Infektionen und deren Komplikationen ab.